# Jeff Keith
Jeffrey Lynn Keith (Texarkana, 12 ottobre 1958) è un cantante statunitense, meglio conosciuto per essere il frontman dei Tesla.
Dotato di una voce particolarmente rauca, il suo stile canoro è ispirato soprattutto a quello di artisti come Steven Tyler degli Aerosmith.
Negli anni si è saputo distinguere anche per diverse attività di beneficenza a favore di animali e bambini.

## Discografia

### Con i Tesla
- Mechanical Resonance (1986)
- The Great Radio Controversy (1989)
- Five Man Acoustical Jam (1990, live)
- Psychotic Supper (1991)
- Bust a Nut (1994)
- Time's Makin' Changes - The Best of Tesla (1995, best of 1986-1994)
- Replugged Live (2001, 2-CD Live Set)
- Standing Room Only (2002, Live)
- Into the Now (2004)
- Real to Reel (2007)
- Forever More (2008)
- Alive in Europe (2010)
- Twisted Wires & the Acoustic Sessions (2011)
- Simplicity (2014)
- Mechanical Resonance Live (2016)
- Shock (2019)

### Con i Bar 7
- 2000 - World Is a Freak

### Altri album
- 1999 - Not the Same Old Song and Dance: Tribute to Aerosmith